# Баранувек (Великопольське воєводство)
Баранувек (пол. Baranówek) — село в Польщі, у гміні Плешев Плешевського повіту Великопольського воєводства.
Населення — 99 осіб (2011).
У 1975-1998 роках село належало до Каліського воєводства.

## Демографія
Демографічна структура станом на 31 березня 2011 року:
|          | Загалом | Допрацездатний вік | Працездатний вік | Постпрацездатний вік |
| -------- | ------- | ------------------ | ---------------- | -------------------- |
| Чоловіки | 48      | 11                 | 33               | 4                    |
| Жінки    | 51      | 16                 | 27               | 8                    |
| Разом    | 99      | 27                 | 60               | 12                   |